# نك روبينسون
نيكولاس جون روبنسون (بالإنجليزية: Nick Robinson)‏ (من مواليد 22 مارس 1995) ممثل أمريكي. عندما كان طفلاً ظهر في مرحلة الإنتاج المسرحي في مسرحية كارول فتاة عيد الميلاد ومامي في عام 2008، بعد ذلك لعب دور البطولة في المسرحية الهزلية التلفزيونية ميليسا وجوي (2010-2015). ولعب دورًا داعما في فيلم مغامرات الخيال العلمي العالم الجوراسي عام 2015.
تولى أدوارًا رائدة في العديد من الأعمال الدرامية للمراهقين، بما في ذلك ملوك الصيف عام 2013، الموجة الخامسة عام 2016، كل شيء عام 2017، الحب، سيمون عام 2018، والابن الأصلي عام 2019. وفي عام 2020، شارك روبنسون في دور البطولة في مسلسل المعلم. وفي عام 2021، شارك في بطولة مسلسل قصير على منصة نيتفليكس يدعى الخادمة.
في عام 2018، اختير روبنسون في قائمة (30 30Under) التابعة لمجلة فوربس في فئة هوليوود& الترفية.

## عن حياته

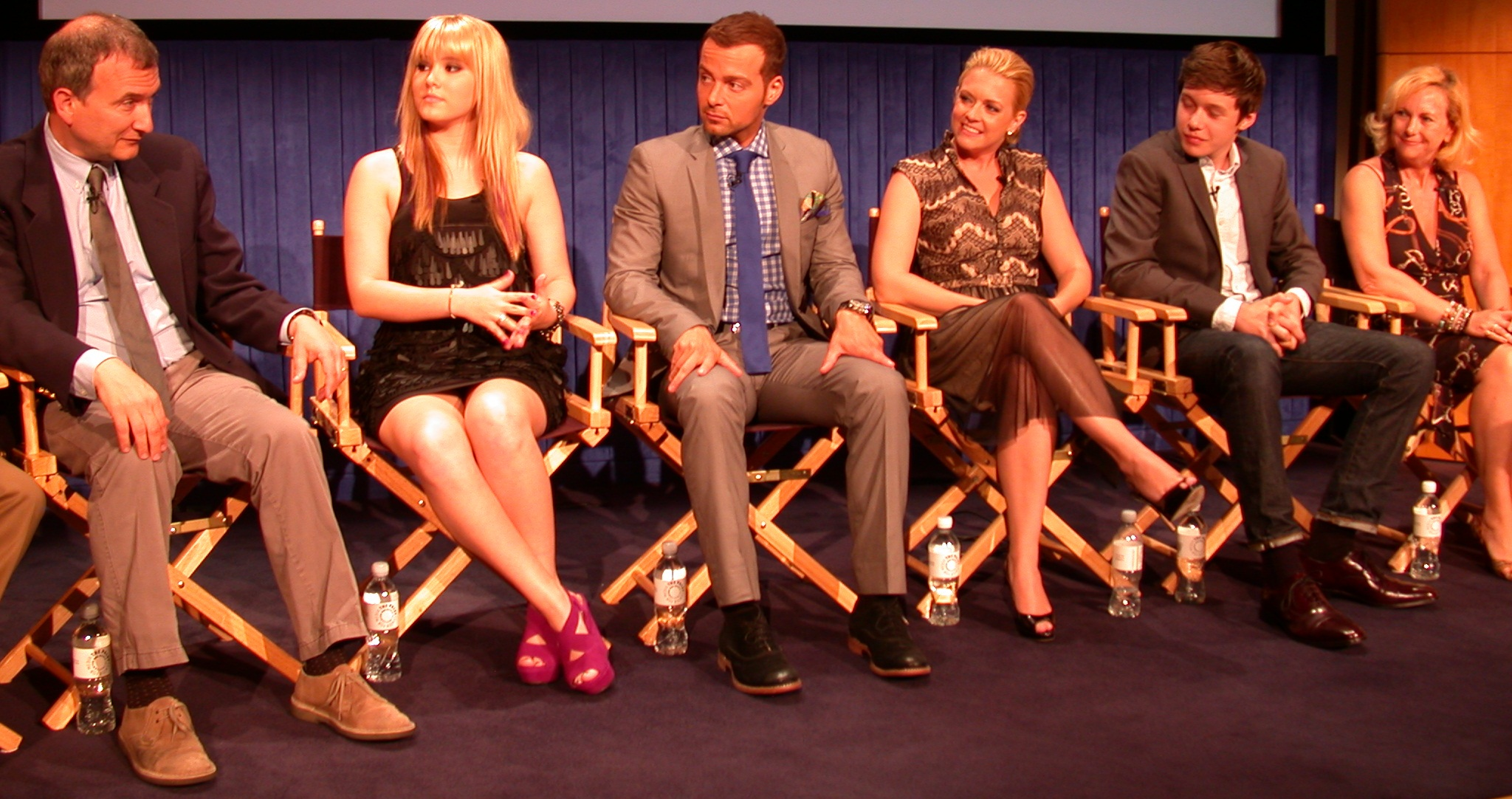
من اليسار إلى اليمين: ديفيد كيندال، تايلور سبريتلر، جوي لورانس، ميليسا جوان هارت، نك روبينسون، باولا هارت.

ولد روبنسون في 22 مارس عام 1995 في سياتل واشنطن. لديه أربعة أشقاء أصغر سناً. والدته دينيس بودنار. التحق روبنسون في البداية بمدرسة سياتل الإعدادية، ولكنه غادر في منتصف سنته الأولى وانتقل إلى لوس أنجلوس بعد تلقية دورًا في مسلسل ميليسا وجوي. تخرج من مدرسة كامبل هول في عام 2013. قبل في كلية الآداب والعلوم في جامعة نيويورك. وكان حاضرًا في الصيف للعمل في موسم آخر من ميليسا وجوي.

## أعماله
| السنة       | العنوان                          | العنوان بالعربية   | الشخصية       | الفئة        |
| ----------- | -------------------------------- | ------------------ | ------------- | ------------ |
| 2010 - 2015 | Melissa & Joey                   | ميليسا وجوي        | رايدر سكاتلون | مسلسل كوميدي |
| 2012        | Frenemies                        | علاقة متوترة       | جيك لوجان     | فيلم         |
| 2012        | boardwalk empire (blue bell boy) | سر الامبراطورية    | رولاند سميث   | مسلسل        |
| 2013        | The kings of summer              | ملوك الصيف         | جو توي        | فيلم         |
| 2015        | Jurassic world                   | العالم الجوراسي    | زاك ميشيل     | فيلم         |
| 2015        | Being charlie                    | كونه تشارلي        | تشارلي        | فيلم         |
| 2016        | The 5th wave                     | الموجة الخامسة     | بين           | فيلم         |
| 2017        | Kong: skull island               | جزيرة الجمجمة      | ضيف بار       | فيلم         |
| 2017        | Evreything,evreything            | كل شيء             | أوليفر        | فيلم         |
| 2017        | Krystal                          | كريستال            | تايلور        | فيلم         |
| 2018        | Love, Simon                      | الحب، سيمون        | سيمون         | فيلم         |
| 2019        | Native son                       | ابنه الاصلي        | فيليب         | فيلم         |
| 2019        | strange but true                 | غريب لكن صحيح      | جان           | فيلم         |
| 2020        | shadow in the cloud              | الظل في السحابة    | ستو بيكيل     | فيلم         |
| 2020        | A Teacher                        | معلم               | ايريك ووكر    | مسلسل قصير   |
| 2021        | silk road                        | طريق الحرير        | روس أولبرشيت  | فيلم         |
| 2021        | maid                             | خادمة (مسلسل قصير) | شون           | مسلسل قصير   |

## روابط خارجية
- نيك روبينسون على موقع IMDb (الإنجليزية)
- نيك روبينسون على موقع ميتاكريتيك (الإنجليزية)
- نيك روبينسون على موقع روتن توميتوز (الإنجليزية)
- نيك روبينسون على موقع قاعدة بيانات الأفلام العربية
- نيك روبينسون على موقع ألو سيني (الفرنسية)
- نيك روبينسون على موقع أول موفي (الإنجليزية)
- نيك روبينسون على موقع قاعدة بيانات برودواي على الإنترنت (الإنجليزية)
- نيك روبينسون على موقع قاعدة بيانات الفيلم (الإنجليزية)
- نيك روبينسون على موقع كينوبويسك (الروسية)